# Сухарто
Сухарто (на индонезийски: Suharto) е индонезийски генерал и политик, втори президент на Индонезия (от 1967 до 1998 година). Офицер от Индонезийската национална революция. След 1991 г. е известен и като Хаджи Мухамад Сухарто (на индонезийски: Haji Muhammad Suharto).
Сухарто е обявен за най-корумпирания ръководител в света. Според организацията Прозрачност без граници по време на 32-годишното си авторитарно управление Сухарто и семейството му са натрупали богатство, оценявано на между 15 и 35 милиарда щатски долара . Според историците с издигането му във властта между 1965 и 1968 г. армията е избила близо 800 хиляди комунистически симпатизанти и още 300 хиляди души при военни операции срещу движения за независимост в Западна Нова Гвинея, Ачех и Източен Тимор.
Неговото 32-годишно управление, обаче, освен с ендемична по размери корупция, кланета и масови нарушения на човешките права, е белязано и от бързо икономическо развитие и политическа стабилност. Затова мнозина и днес си спомнят с носталгия за ерата на Сухарто, когато Индонезия е един от икономическите тигри на Азия. За тези свои заслуги той получава прозвището „баща на развитието“.
Сухарто идва на власт на 30 септември 1965 година след провален опит за комунистически преврат срещу Сукарно. Той е принуден да се оттегли от президентския пост през 1998 г., когато финансовата криза в Азия предизвиква икономически и социален хаос, довел до масови улични протести с искания за по-голяма демокрация. При безредиците загиват най-малко 1200 души.
След оставката на Сухарто Индонезия на практика изпада в състояние на гражданска война. Почти във всички райони на страната започват сблъсъци на религиозна, етническа и сепаратистка основа. След като Източен Тимор получава независимост, за отделяне от Индонезия се обявяват сепаратистки групировки в Западна Нова Гвинея, Ачех, Риау, Западен Калимантан и Южно Сулавеси. Индонезия се сблъсква с ново явление – тероризма.
През 2000 г. срещу Сухарто са повдигнати обвинения в корупция и злоупотреби с държавни средства, но делото е отхвърлено от съда заради лошото му здравословно състояние. Но въпреки настояванията на редица депутати от парламента, тогавашният президент Сусило Бамбанг Юдойоно отлага реабилитирането му. За престъпленията, извършени през 32-годишното авторитарно управление на Сухарто, започва разследване на Националната комисия по правата на човека. Правозащитниците повдигат срещу него седем тежки обвинения, между които в геноцид и масово изтребване на цивилни в Източен Тимор и Западна Нова Гвинея.
На 30 август 2007 г. ген. Сухарто печели съдебно дело за морални щети на стойност над 100 млн. щ.д. обезщетение срещу списание „Тайм“. Върховният съд на Индонезия отсъжда списанието да изплати на Сухарто 1 трилион рупии (106 млн. щ.д.), като публикува извинение. „Тайм“ публикувана статия през май 1999 г. с твърдението, че Сухарто е укрил огромна сума пари в чужбина. Сухарто умира на 27 януари 2008 г.

## Ранен живот
Сухарто е роден на 8 юни 1921 г. в тогавашна Нидерландска Индия в селцето Кемусук, 15 km западно от Йогякарта, която е в сърцето на яванската култура. Той е дете на етнически яванци и единствено дете от втория брак на баща си. Баща му, Кертосудиро, вече има две деца от предишния си брак и работи в сферата на селскостопанското напояване. Пет седмици след раждането на Сухарто, майка му претърпява нервен срив, а грижите за детето поема пралелята му по бащина линия, Кромодиржо. Родителите му се развеждат, когато Сухарто е още малък, но по-късно се събират отново. През следващите години живее ту при майка си, ту при баща си.
През 1931 г. Сухарто заминава да учи в град Уоногири. Там той се запознава с Даржатми – шаман на яванските мистични изкуства и лечение чрез вярва. Това преживяване му повлиява дълбоко, а по-късно като президент Сухарто се обгражда с мощен символизъм. Парите за обучението му, обаче, не стигат, което го принуждава да се върне обратно при баща си в Кемусук, където продължава да учи в по-евтино училище в Йогякарта до 1939 г.
Израстването на Сухарто контрастира с това на водещите индонезийски националисти като Сукарно, тъй като Сухарто почти не изпитва интерес към антиколониализма или към политическите проблеми извън тези, които непосредствено го засягат. За разлика от Сукарно, той има много малък досег с нидерландските колонизатори. Съответно, той не научава нидерландски език в детството си, а едва след като влиза в редиците на нидерландската армия през 1940 г.

## Военна кариера

### Втора световна война и японска окупация
Сухато завършва училище на 18-годишна възраст е започва чиновническа работа в банка в Урянтаро. Той е принуден да напусне, след като скъсва единствените си работни дрехи при инцидент с велосипед.. След период на безработица, той се присъединява към Кралската холандска източноиндийска армия през юни 1940 г. и започва обучението си в Гомбонг близо до Йогякарта. Докато Нидерландия се намира под немска окупация, а Японската империя цели достъп до индонезийските нефтени запаси, холандците отварят приема на яванци в армията, който до този момент е бил забранен. Сухарто е назначен в 13-и батальон в Рампал, повишен е в сержант, след което е изпратен в резерва.
След като холандците се предават пред настъпващите японски сили през март 1942 г., Сухарто напуска армията и се връща в Урянторо. След месеци без работа, той става един от хилядите индонезийци, които грабват възможността да се присъединят към силите по сигурността, организирани от японците, ставайки част от полицията в Йогякарта. През октомври 1943 г. Сухарто се премества от полицията в новосформираната от японците милиция „Защитници на отечеството“. Докато се обучава за взводен командир, той се запознава с местния вариант на японското бушидо, който се използва за индоктриниране на войската. Това обучение насажда антихоландска и пронационалистка мисъл, което е и целта на японските военни. Срещата с националистическата и военната идеология дълбоко повлиява на начина на мислене на Сухарто.
Сухарто е назначен в батальон на брегова охрана южно от Йогякарта, след което е приет на обучение за командир на рота в Богор от април до август 1944 г. Като ротен командир той провежда обучение на новите членове на „Защитници на отечеството“ в Суракарта, Джакарта и Мадиун. Японската капитулация и обявяването на независимостта на Индонезия през август 1945 г. настъпват, докато Сухарто е назначен в отдалечена планинска местност, където обучава нови попълнения, заместващи екзекутираните от японците бунтовници от „Защитници на отечеството“, които се надигат през февруари.

### Индонезийска национална революция
Два дни след като японците капитулират, борците за независимост Сукарно и Мохамат Хата обявяват независимостта на Индонезия, като първият става президент, а вторият става вицепрезидент на новата република. Сухарто разпуска войските си по заповед на японското командване и се завръща в Йогякарта. Докато републиканските групи се надигат, за да отстояват индонезийската независимост, Сухатро се включва в ново формирования на новообразуваната индонезийска армия. Тъй като вече има опит от „Защитници на отечеството“, той е назначен за заместник-командир, а впоследствие е повишен на командир на батальон, когато републиканските сили са официално организирани през октомври 1945 г. Сухарто участва в съпротивата срещу колонизаторите при Магеланг и Семаранг, като впоследствие е назначен за началник на бригада като подполковник. След това е повишен на майор и поема ръководството над 10-и батальон.
Пристигането на съюзническите сили, които целят възвръщането на ситуацията до status quo ante bellum, бързо довежда до сблъсъците между индонезийските републиканци и връщащите се нидерландци, подпомагани от британците. Сухатро предвожда войските си, които трябва да спрат настъплението на нидерландската T бригада на 17 май 1946 г. Това го издига в очите на подполковник Сунарто Кусумодиржо, който го кани да изготвят работните насоки за организирането и обединяването на командната структура на индонезийските сили. Военните сили на Индонезия непрекъснато се преструктурират. Към август 1946 г. Сухатро е началник на 4-то военно регионално командване, стационирано в Йогякарта. Към края на годината дивизията е отговорна за защитата на западния и югозападния фронт на Йогякарта от холандските войски. Нидерландците по това време докладват, че с цел да генерира приходи, Сухарто спомага внасянето на опиум през територията му. През септември 1948 г. Сухарто се среща с Маноуар Мусо, председател на Комунистическата партия на Индонезия, в опит за постигане на примирие с комунистическото въстание в Мадиун.
През декември 1948 г. холандците залавят Сукарно и Хара в Йогякарта. Сухарто командва два батальона, които водят партизанска война срещу колонизаторите от хълмовете около града. Призори на 1 март 1949 г. силите на Сухарто и местната милиция нападат града и завземат контрола над него, като го задържат до обед. Офанзивата вдъхновява гражданите, които започват да си мислят, че холандците са загубили партизанската война. В международен план, Съветът за сигурност на ООН натиска холандците да прекратят военната офанзива и да предприемат преговори. В крайна сметка, това води до изтеглянето на холандските войски от Йогякарта през юни 1949 г. и до пълно прехвърляне на суверенитета през декември 1949 г. Сухарто е главно отговорен за възвръщането на Йогякарта след отстъплението на холандците.
По време на революцията, Сухарто се жени за Сити Хартина, дъщеря на благородник. Уреденият брак се оказва траен, продължавайки до смъртта на Хартина през 1996 г. Двамата имат шест деца.

### След революцията
В годините след индонезийската война за независимост, Сухарто служи в Националната армия на Индонезия, главно на Ява. През 1950 г., вече като полковник, той участва в потушаването на въстание в Макасар, което е организирано от бивши колониални войници, поддържащи държавата Източна Индонезия, организирана от Нидерландия като федерална единица в състава на Съединените индонезийски щати (1949 – 1950). По време на престоя си в Макасар, Сухарто се запознава със съседа си, Бухарудин Юсуф Хабиби, който по-късно става вицепрезидент на Сухарто и го наследява като президент. През 1951 – 1952 г. Сухарто води войските си срещу ислямисткия бунт на 426-и батальон в окръг Клатен, Централна Ява. През 1953 г. е назначен да води четири батальона срещу ислямистките бунтовници в северозападните части на Централна Джава. Освен това той се опитва да изкорени левите симпатии сред войниците си. Приживяваният му през този период оставят у Сухарто дълбоко отвращение към исляма и комунизма.
В периода 1956 – 1959 г. служи като командир на дивизията Дипонегоро, стационирана в Семаранг, която е отговорна за Централна Ява и Йогякарта. Взаимоотношенията му с известните бизнесмени Лием Сиое Лионг и Боб Хасан, които поддържа и по време на президентството си, се зараждат в Ценртална Ява, където се замесва в поредица доходоносни начинания, чиято главна цел е да поддържат бедните военните сили да функционират нормално. Обаче, военните антикорупционни изследвания от 1959 г. уличават Сухарто в участие в контрабанден скандал. След като е освободен от длъжност, той е прехвърлен във военно училище в Бандунг. Там той е произведен в бригаден генерал, а в края на 1960 г. вече е заместник началник-щаб на армията. На 6 март 1961 г. му е поверено командването над Стратегическата резерва на армията – въздушна сила в бойна готовност, стационирана в Джакарта.
През януари 1962 г. Сухарто е повишен на генерал-майор и му е поверено ръководството на Операция Мандала – съвместно формирование между сухопътни, военноморски и военновъздушни сили в Макасар. През 1965 г. на Сухарто е поверено командването на силата Конфронтаси срещу новообразувана Малайзия. Опасявайки се, че Конфронтаси ще остави слабо военно присъствие на Ява и де факто ще предаде властта на двумилионната комунистическа партия, той дава пълномощие на разузнавателния офицер Али Муртопо да открие тайни преговори с британците и малайзийците.

## Преврат срещу Сукарно (1965 г.)
Напрежението между военните и комунистите се покачва през април 1965 г., когато Сукарно поощрява незабавното влизане в сила на предложението на комунистическата партия за „пета въоръжена сила“, съставена от въоръжено селячество и работници. Идеята е отхвърлена от военното ръководство, тъй като на практика предоставя въоръжени сили на комунистическата партия. През май Сукарно вече сериозно се опасява, че може би се готви преврат срещу него. На деня на независимостта на Индонезия през август, Сукарно обявява намерението си да ангажира Индонезия в антиимпериалистически съюз с Китай и други комунистически режими, предупреждавайки армията да не се намесва.
И докато Сукарно влага енергията си в международната политика, икономиката на Индонезия се сгромолясва, а бедността и гладът се влошават, докато външният дълг става неудържим. „Направляваната демокрация“ на Сукарно се крепи на крехка основа, поради конфликта между опорните ѝ стълбове – военните и комунистите. Военните, националистите и ислямистките групи са шокирани от бързия растеж на комунистическата партия и се опасяват, че Индонезия може да стане комунистическа страна.

### Преврат и антикомунистическа чистка
Призори на 1 октомври 1965 г. шест генерала от армията са отвлечени и екзекутирани в Джакарта от войници на президентската гвардия и дивизиите Дипонегото и Брауиджажа. Войници окупира площад Мердека, включително и зоните пред президентския дворец, националната радиостанция и центъра по телекомуникации. Към 7:10 часа сутринта Унтунг Шамсури обявява по радиото, че „Движението 30 септември“ е предотвратило преврат срещу Сукарно, готвен от ЦРУ, и че това е вътрешно военно дело. Въпросното движение така и не посяга на живота на Сухарто. По това време Сухарто се намира в болница в Джакарта с тригодишния си син, Томи Сухарто, който е с изгаряне.
След като научава за екзекуциите, Сухарто заминава в щаб-квартирата на Стратегическото командване, откъдето вижда, че войници са окупирали площада Мердека, Той мобилизира специални единици, които да поемат контрол над центъра и ключовите позиции на Джакарта. В 9 часа вечерта Сухарто обявява, че шест генерала са били отвлечени от контрареволюционери и че „Движението 30 септември“ всъщност е целяло преврат срещу Сукарно. Той заявява, че командва армията и ще унищожи „Движението 30 септември“, предпазвайки Сукарно. Сухарто издава ултиматум срещу военновъздушна база Халим, където военновъздушният Омар Дани и комунистът Дипа Айдит са се събрали. Те се разпръсват след като войниците на Сухарто влизат в базата на 2 октомври. С провала на зле организирания преврат и с осигурена власт от президента за възстановяване на реда и сигурността, фракцията на Сухарто получава здрав контрол над армията. На 5 октомври той води драматична публична церемония по погребването на убитите генерали.
Сложни теории циркулират и до днес относно организаторите на преврата и целта им. Версията на армията, впоследствие и тази на „Новия ред“, поддържа, че комунистическата партия е единственият виновник. Пропагандна кампания от страна на армията и ислямистите убеждава както индонезийците, така и чужденците, че това наистина е било комунистически преват, а убийствата са страхливи зверства срещу индонезийските герои. Армията, заедно с цивилните религиозни групи, започва кампания на чистка сред индонезийското общество, правителство и въоръжени сили от комунисти и леви организации. Чистката тръгва от Джакарта и се разпространява из по-голямата част от страната. Смята се, че поне половин милион души са били убити през този период. Арестувани са 1,5 милиона. В резултат на чистката, единият от опорните стълбове на Сукарно, комунистическата партия, е де факто съборен от военните.

### Борба за власт
Сукарно все още се ползва с подкрепата на голяма част от въоръжените сили, както и на населението, поради което Сухарто е внимателен да не поражда съмнения, че се опитва да завземе властта. В продължение на 18 месеца след потушаването на „Движението 30 септември“ тече процес на сложни политически маневри, насочени срещу Сукарно, включително студентска агитация, подреждане на парламента, медийна пропаганда и военни заплахи.
През януари 1966 г. студенти започват демонстрации срещу правителството на Сукарно и изискват разпускането на Комунистическата партия на Индонезия, както и овладяването на хиперинфлацията. Студентите получават подкрепа и защита от армията. Избухват улични боеве между студентите и лоялистите, като студентите надделяват благодарение на подкрепата на армията.
През февруари 1966 г. Сукарно повишава Сухарто на генерал-лейтенант, а през юли – на генерал. Убийството на студент през февруари допълнително настройва обществеността срещу президента. На 11 март 1966 г. появата на неидентифицирани войски на площад Мердека по време на събрание на кабинета (на което Сухарто не присъства) карат Сукарно да избяга в двореца си в Богор (на 60 km) с вертолет. Трима генерали, поддръжници на Сухарто, заминават за Богор, за да се срещнат със Сукарно. Там те го убеждават и вземат президентски указ от него, който дава на Сухарто власт да предприема всякакви действия с цел запазване на спокойствието в страната.
Използвайки този картбланш, Сухарто нарежда Комунистическата партия на Индонезия да бъде забранена на следващия ден и продължава с чистката на поддръжниците на Сукарно в парламента, правителството и въоръжените сили, обвинявайки ги, че хранят комунистически симпатии. Армията арестува 15 министъра от кабинета и принуждава Сукарно да назначи нов кабинет, съставен само от поддръжници на Сухарто.
През юни 1966 г. вече пречистеният парламент приема 24 резолюции, сред които са забрана на марксизъм-ленинизма и премахването на званието на Сукарно „президент до живот“. Против волята на Сукарно, правителството приключва конфронтацията с Малайзия и отново се присъединява към ООН, след като в предходната година Сукарно е премахнал членството на Индонезия от организацията. Към този момент Сухарто все още не иска напълно да елиминира Сукарно от политическия живот, тъй като сред някои елементи на въоръжените сили все още има негови поддръжници.
Към януари 1967 г. Сухарто вече се чувства уверен, че е премахнал всички по-значими поддръжници на Сукарно във въоръжените сили, а парламентът решава да проведе заседание, на което Сукарно да бъде импийчнат. На 22 февруари 1967 г. Сукарно обявява, че се оттегля от президентския пост, а на 12 март парламентът му отнема останалата власт, обявявайки Сухарто за настоящ президент. Сукарно е поставен под домашен арест в двореца си в Богор. След това, опозорен потъва в забрава и умира през юни 1970 г. На 27 март 1968 г. парламентът официално назначава Сухарто на първия му петгодишен мандат като президент.

## „Новият ред“ (1967 г. – 1998 г.)

### Идеология
Сухарто рекламира своя „Нов ред“, в контраст със „Стария ред“ на Сукарно, като общество, основаващо се на идеологията панчасила („петте принципа“). След като първоначално внимава да не засегне чувствителните ислямистки влиятелни фигури, които се опасяват, че панчасила може да прерасне в квазирелигиозна секта, Сухарто си осигурява парламентарна резолюция през 1983 г., която задължава всички организации в Индонезия да се придържат към панчасила като фундаментален принцип. Той създава задължителни обучителни програми по панчасила из цялата страна, предназначена за всички – от първолаците до служителите. На практика, обаче, неясно формулираната панчасила се използва от правителството на Сухарто за оправдаване на действията си и за осъждане на противниците им. Новият ред включва и политиката Дуифунгси („двойна функция“), която позволява на военните да играят активна роля на всички нива в индонезийското правителство, икономика и общество.

### Консолидиране на властта
След като е назначен за президент, Сухарто пак трябва да споделя властта си с различни елементи, включително индонезийски генерали, които го считат за primus inter pares (букв. „първи сред равни“), и ислямистки и студентски групи, които участват в антикомунистическата чистка. Сухарто, подпомагат от кликата си военни офицери от дните му като командир на дивизията Дипонегоро, започва систематично да затвърждава властта си, като ловко изважда от строя потенциалните си врагове, докато се отплаща на лоялистите си чрез политическа и финансова изгода.
През 1968 г. генерал Абдул Харис Насутион се опитва да въведе законопроект, който значително би ограничил президентската власт, но той не е приет, а Сухарто успява да го премахне от председателската му длъжност в парламента през 1969 г. и го принуждава да се пенсионира от армията през 1972 г. През 1967 г. генералите Хартоно Рексо Дарсоно, Кемал Идрис и Саруо Еди Уибоуо (наричани „радикали на Новия ред“) се противопоставят на решението на Сухарто да позволи участието на съществуващите политически партии в изборите, тъй като те подкрепят неидеологическа двупартийна система, подобна на западните. Сухарто изпраща Дарсоно в чужбина като посланик, докато Идрис и Уибоуо са изпратени в съответно в Северна Суматра и Южно Сулавеси като регионални командири.
Някогашните добри отношения на Сухарто със студентите се влошават покрай увеличаващия се авторитаризъм и корупцията на режима му. Докато много от първоначалните водачи на студентското движение през 1966 г. успешно са включени в режима му, Сухарто е изправен пред големи студентски демонстрации, които поставят под въпрос законността на изборите през 1971 г., доминирането на чуждите капиталисти и липсата на ограничение на мандатите на президента. Режимът отговаря с арестуване на много студенти активисти и дори изпращане на войски, които окупират кампуса на Технологичния институт в Бандунг в периода януари-март 1978 г. През април Сухарто издава указ, забраняващ политическата дейност на територията на кампусите.
На 15 – 16 януари 1974 г. Сухарто е изправен пред предизвикателство, когато насилствени бунтове избухват в Джакарта по време на визита на японския министър-председател Какуей Танака. Студентите, негодуващи срещу увеличаващото се доминиране на японските инвеститори, са насърчавани от генерал Сумитро, заместник-командващ на въоръжените сили. Сумитро е амбициозен генерал, който не харесва силното влияние на Сухатро. Сухатро научава, че бунтовете са дело на Сумитро, целящо дестабилизиране на режима. Това довежда до отстраняването на Сумитро и принудителното му отстраняване.
През 1980 г. петдесет известни политически личности в Индонезия подписват петиция, в която се критикува употребата от Сухарто на панчасила за заглушаване на критиците му. Сухарто отказва да се заема с проблемите, изложени в петицията, а вместо това арестува някои от подписалите я.

### Вътрешна политика
За да се успокоят изискванията на цивилните политици относно провеждането на избори, правителството на Сухарто формулира поредица от закони за изборите след продължителни преговори през ноември 1969 г. Законът предвижда парламент с властта да избира президенти, който е съставен от долна камара и регионални представители. 100 от 460-те членове на долната камара се назначават директно от правителството, докато останалите се разпределят сред политическите партии, в зависимост от резултатите на изборите. Този механизъм дава значителна правителствена власт над законодателните работи, особено що се касае за назначаването на президенти.
За да участва на избори, Сухарто осъзнава нуждата да се присъедини към дадена политическа партия. Той решава да поеме контрола над неизвестна военна федерация от неправителствени организации, позната като Голкар („Функционални групи“), и да я превърне в своя изборна сила чрез координацията на сътрудника си Али Муртопо. Първите парламентарни избори са проведени на 3 юли 1971 г. с 10 участници: Голкар, 4 ислямистки партии и пет националистки християнски партии. Провеждайки предизборна кампания на неидеологическа платформа за развитие и получавайки официална правителствена подкрепа, Голкар успява да се осигури 62,8% от народния вот. През март 1973 г. парламентът бързо назначава Сухарто за втори мандат със султан Хаменгкубуоно IX като вицепрезидент.
След изборите, правителството прави така, че останалите партии никога да не развият ефективна опозиция, като контролират лидерите им. Така, Сухарто си осигурява лесна победа на изборите през 1978, 1983, 1988, 1993 и 1998 г. Голкар печели с огромно мнозинство всички парламентарни избори, като така Сухарто може да приема всички свои закони без опозиция.
Сухарто предприема различни проекти, целящи трансформирането на индонезийското общество в деполитизирана „плаваща маса“, подкрепяща националната мисия на „развитие“ – концепция, близка до корпоративизма. Правителството създава различни обществени групи, които да обединят народа в подкрепа на правителствените програми. Така се поставя началото и на културен геноцид срещу китайците в Индонезия, които са принуждавани да сменят имената си с индонезийски, а писмеността им е забранена. На 17 август 1972 г. Сухарто въвежда правописна реформа на индонезийския език.
Сухарто силно разчита на въоръжените сили, за да поддържа сигурността в страната. За да поддържа строг контрол над страната, Сухарто разширява териториалната система на армията до селско ниво, докато военните офицери са назначавани за регионални началници под претекста на Дуифунгси („двойна функция“) на въоръжените сили. Към 1969 г. 70% от провинциалните управници и повече от половината от окръжните ръководители са активни военни офицери. Сухарто упълномощава операция „Трисула“, която унищожава остатъците от комунистическата партия, които се опитват да организират партизанска база около Блитар през 1968 г. и нарежда още няколко военни операции, които слагат край на комунистическите бунтове в Западен Калимантан през 1967 – 1972 г. Нападенията срещу петролни работници от движението „Свободен Ачех“ през 1977 г. водят то изпращането на специални сили, които или бързо убиват дейците на движението или ги принуждават да напуснат страната. През 1981 г. Сухарто упълномощава успешна специална мисия за прекратяване на отвличането на самолет от ислямски терористи на летище Донмуан в Банкок.
За да се съобрази с Нюйоркското споразумение от 1962 г., което изисква референдум за интеграцията на Западна Нова Гвинея в Индонезия преди края на 1969 г., правителството на Сухарто започва да организира т.нар. „Акт на свободния избор“ за юли-август 1969 г. Правителството изпраща специални сили, които да накарат няколкото партизански групи, организирани от холандците в джунглите, да се предадат, като същевременно изпраща католически доброволци, които да раздават стоки на народа и да поощряват проиндонезийските настроения. През март 1969 г. е съгласувано плебисцитът да бъде проведен чрез 1025 племенни вожда, поради логистичните предизвикателства и политическото невежество на местното население. При тези условия, плебисцитът води до единодушно решение в полза на интеграцията с Индонезия, което е и отбелязано от Общото събрание на ООН през ноември 1969 г.

### Икономика
За да стабилизира икономиката и да осигури дълготрайна подкрепа за Новия ред, администрацията на Сухарто съставя група от предимно образовани в САЩ индонезийски икономисти (по-късно станали известни като „Мафията Бъркли“), които да формулират значителни промени в икономическата политика. Чрез премахването на субсидии, намаляване на правителствения дълг и преустройвайки валутообменния механизъм, инфлацията е намалена от 660% през 1966 г. до 19% през 1969 г. Заплахата от масов глад е облекчена от потока на ориз от Американската агенция за международно развитие през 1967 – 1968 г.
С липсва на домашен капитал, който е нужен за икономическия растеж, Новият ред обръща политиката на икономическа самодостатъчност на Сукарно и отваря определени сектори към чуждестранни инвестиции след 1967 г. Сухарто пътува до Западна Европа и Япония, насърчавайки инвестициите в Индонезия. Първите чужди инвеститори в Индонезия са минни компании от САЩ и Канада. Впоследствие правителството инвестира в инфраструктура чрез поредица от петилетки от 1969 до 1998 г.
Сухарто създава мрежа от благотворителни организации, управлявани от военните и роднините му, които извличат дарения от местни и чуждестранни предприятия в замяна на правителствена подкрепа. И докато част от постъпленията се ползват за благотворителни цели, голяма част от парите се рециклира, за да финансират политическите съюзници и да се поддържа Новия ред.
През 1975 г. държавната петролна компания Pertamina обявява несъстоятелност покрай чуждестранните си дългове в резултат на лошото ръководство и корумпираността на Ибну Сутоуо, който е близък съюзник на Сухарто. Правителствената спасителна акция за компанията почти удвоява националния дълг.

### Чуждестранна политика
След като поема властта, правителството на Сухарто приема политика на неутралитет в Студентата война, но въпреки това тайно си сътрудничи със Западния блок (в т.ч. Япония и Южна Корея), за да си осигури подкрепа за икономическото възстановяване на Индонезия. Западните страни, които са впечатлени от силните антикомунистически настроения на Сухарто, бързо предлагат помощта си. Дипломатическите отношения с Китай са скъсани през октомври 1967 г., поради съмнения за китайско участие в „Движението 30 септември“. Те са възстановени чак през 1990 г. Тъй като Сухарто унищожава Комунистическата партия на Индонезия, Съветският съюз обявява ембарго на военните си продажби за Индонезия. Въпреки това, в периода 1967 – 1970 г. външният министър Адам Малик успява да осигури няколко споразумения с цел преструктуриране на масивните дългове, които Сукарно е изтеглил от Съветския съюз и други източноевропейски комунистически страни. В регионално отношение, след като Индонезия прекратява конфронтацията с Малайзия през 1966 г., тя става един от основателите на Асоциацията на страните от Югоизточна Азия през август 1967 г. Организацията цели установяване на мирни взаимоотношения между страните от Югоизточна Азия, които следва да странят от конфликти, като например продължаващата Виетнамска война.
През 1974 г. съседната колония Португалски Тимор изпада в гражданска война, след като португалските власти се изтеглят след Революцията на карамфилите, която отприщва създаването на Революционен фронт за независим Източен Тимор. С одобрение от западните сили, Сухарто решава да се намеси, за да предотврати създаването на комунистическа държава. След неуспешен опит за скрита подкрепа за тиморските групировки Тиморски демократичен съюз и Тиморска народна демократическа асоциация, Сухарто упълномощава пълномащабно нахлуване в малката колония на 7 декември 1975 г., след което през юли 1976 г. държавата официално е анексирана като 27-а провинция на Индонезия – Източен Тимор. Кампаниите по обкръжаване в периода 1977 – 1979 г. „счупват гръбнака“ на тиморските комунисти, макар последвалата партизанска съпротива да принуждава индонезийското правителство да поддържа сравнително голяма военна сила в Източен Тимор до 1999 г. Между 90,8 хил. и 213,6 хил. души загиват вследствие конфликта в Източен Тимор по време на индонезийското управление.

### Социално-икономически напредък и нарастваща корупция
Действителният социално-икономически напредък поддържа подкрепата за режима на Сухарто в продължение на три десетилетия. Към 1996 г. нивата на бедността в Индонезия са спаднали до 11% в сравнение с 45% през 1970 г. В периода 1966 – 1997 г. страната отчита ръст на БВП от 5,03% годишно, което изстрелва БВП на глава от населението от 806 щ.д. на 4114 щ.д. Към 1966 г. производственият сектор съставлява по-малко от 10% от БВП, докато към 1997 г. той е вече 25% от БВП, а 53% от износа приспадат на произведени стоки. Правителството инвестира в мащабни проекти по подобряване на инфраструктурата. Към средата на 1990-те години инфраструктурата на Индонезия се счита за толкова добра като тази на Китай. Сухарто акцентира върху такива постижения, за да оправдава режима си.
Програмите по здравеопазване на правителството на Сухарто увеличават средната продължителност на живота от 47 години през 1966 г. до 67 години към 1997 г., докато детската смъртност спада с повече от 60%.
В началото на 1980-те години, правителството на Сухарто отговаря на спада на търсенето на петролни продукти като успешно премества основата на икономиката към трудоемко производство, ориентирано към износа, което става конкурентно в световен мащаб, поради ниските заплати в Индонезия и поредица от обезценявания на валутата. Индустриализацията се води главно от китайско-индонезийски компании, които с течение на времето се превръщат в големи конгломерати, доминиращи националната икономика. В замяна на подкрепа от Сухарто, конгломератите предоставят финансиране на режима.
Растежът на икономиката съвпада с повсеместно разширяване на корупцията и непотизма. Към началото на 1980-те години децата на Сухарто вече са пораснали и са станали алчни възрастни. Компаниите им получават много изгодни правителствени договори и защита от пазарната конкуренция чрез монополи. Смята се, че семейството притежава около 36 000 km2 недвижими имоти в Индонезия. Чуждестранните компании са поощрявани да сключват „стратегически партньорства“ с компаниите на семейството на Сухарто.
Много антикорупционни неправителствени организации считат, че Сухарто е най-корумпираният държавен глава на 20 век, след като е присвоил 15 – 35 млрд. щатски долара.

### Новият ред през 80-те и 90-те
През 1980-те години властта на Сухарто се поддържа от отслабването на цивилното общество, нагласените избори и прибягването до военните сили. След като се пенсионира от въоръжените сили през юни 1976 г., Сухарто предприема преорганизация на въоръжените сили, така че да пренасочи властта от военните командири към президента. През март 1983 г. той назначава генерал Леонардус Бенямин Мурдани като главнокомандващ въоръжените сили, тъй той има строг подход към елементите, които се противопоставят на администрацията.
В периода 1983 – 1985 г. военни отряди убиват до 10 хил. души, подозирани в престъпления, като отговор на внезапен скок на престъпността. Прийомите на Сухарто предизвикват протести от страна на консервативните ислямистки групи, които считат ислямския закон за най-висшестоящ. През септември 1984 г. армията избива до 100 мюсюлмански протестиращи в северната част на Джакарта. Следва вълна от малки бомбени атентати, включително и при Боробудур, които са наказани със стотици арести на ислямистки активисти. Нападенията срещу полицията от движението „Свободен Ачех“ през 1989 г. довеждат до военна операция, в която са убити 2000 души и край на бунтовете през 1992 г. През 1984 г. правителството на Сухарто се опитва да увеличи контрола над медиите, като приема закон, задължаващат всички медии да работят само с нужен лиценз, който по всяко време може да се отнеме от Министерството на информацията.
С края на Студената война, незачитането на човешките права от Сухарто попада пряко под международни критики, особено след клането в Санта Крус, Източен Тимор, през 1991 г. Въоръжените сили също негодуват, тъй като вече са загубили някогашната си власт.
В опит да разнообрази основата на властта си, Сухарто започва да търси подкрепа от ислямистките групи. Той предприема хадж през 1991 г. и приема името Хаджи Мохамад Сухарто. След това започва да поощрява мюсюлманските ценности и кариерите на мюсюлманските генерали. За да подкрепи мюсюлманската бизнес общност, която се възмущава на доминирането на китайско-индонезийските конгломерати, Сухарто основава Индонезийската ислямистка интелектуалска асоциация през ноември 1990 г., която се ръководите от протежето му и министър на изследванията и технологиите от 1978 г. Бухарудин Юсуф Хабиби. През този период расистките бунтове срещу етническите китайци са редовна гледка, започвайки с размирици през април 1994 г. в Медан.
През 1990-те години членове на нарастващата индонезийска средна класа стават все по-непримирими с неговата автокрация и корумпираните му деца, настоявайки за реформи. На 27 юли 1996 г. избухват протести, които са потушени чрез арестуването на 200 активисти за демокрация, 23 от които са отвлечени, а някои от тях убити.

### Икономическа криза и оставка
Индонезия е страната, която е ударена най-тежко от Азиатската финансова криза през 1997 г. Индонезийската рупия се сгромолясва, като към началото на 1998 г. един щатски долар се обменя за 17 000 рупии. Много компании банкрутират, а икономиката на страната се свива с 13,7%, което от своя страна води до рязък скок на безработицата и бедността. Сухарто подписва три писма с Международния валутен фонд за започване на процес по икономическа реформа.
През декември 1997 г. Сухарто не присъства на среща на президентите на Асоциацията на страните от Югоизточна Азия за пръв път, за което по-късно се разбира, че се дължи на малък инсулт, пораждайки спекулации относно здравословното му състояние и бъдещето на президентството. В средата на декември, когато кризата бушува с пълна силна в страната, той се появява на пресконференция, за да препотвърди авторитета си и да помоли хората да вярват на правителството. Въпреки това, опитите му да си възвърне доверието на хората няма особен ефект.
Икономическата катастрофа е придружавана от повишаващо се политическо напрежение. През 1997 г. партията Голкар печели поредните нагласени избори, а през март 1998 г. Сухарто единодушно е избран за още един петгодишен мандат. Той номинира Бухарудин Юсуф Хабиби за вицепрезидент, след което отрупва кабинета със свои роднини и бизнес партньори. Това само влошава кризата. Правителството увеличава цените на горивата със 70% през май 1998 г., когато задейства поредната вълна от протести в Медан.
На Сухарто все повече се гледа като на първоизточника на икономическата и политическата кризи в страната, поради което видни политически фигури започват открито да говорят срещу него, а през януари 1998 г. университетските студенти започват да организират демонстрации из цялата страна. Кризата достига своята връхна точка, когато Сухарто е на визита в Египет на 12 май 1998 г., а силите за сигурност убиват четири демонстранта в Джакарта. Безредиците из страната през следващите дни унищожават хиляди сгради и убиват над 1000 души. Етническите китайци и бизнесите им се оказват главни мишени на насилието.
На 16 май десетки хиляди университетски студенти настояват за оставката на Сухарто и окупират сградата на парламента. Когато Сухарто се завръща в Джакарта, той предлага да подаде оставка през 2003 г. и да внесе промени в кабинета. Тези усилия се оказват неуспешни, когато политическите му съюзници го изоставят, отказвайки да се включват в предложения нов кабинет. На 21 май 1998 г. Сухарто обявява, че е подал оставка, след което вицепрезидентът Хабиби заема президентската длъжност съгласно конституцията.

## По-късен живот и смърт
След оттеглянето си от президентския пост, Сухарто се уединява в семейната къща в Джакарта, защитаван от войници и рядко появявайки се на публични мероприятия. Роднините на Сухарто прекарват по-голямата част от времето си, справяйки се с разследванията за корупция срещу тях. Все пак, самият Сухарто е защитен от повеждане под отговорност от политиците, които дължат своите позиции на бившия президент.
На 29 май 2000 г. Сухарто е поставен под домашен арест, когато индонезийските власти започват да разследват мащабната корупция, царяла по време на президентството му. През юли е обявено, че той ще бъде обвинен в присвояване на 571 млн. щатски долара правителствени дарения и използване на парите за финансиране на семейните инвестиции. Обаче, през септември съдебните лекари обявяват, че той не може да изтърпи съдебен процес, поради влошаващото му се здраве. Държавните прокурори опитват пак през 2002 г. да го поведат под отговорност, но тогава лекарите казват, че той страда от неуточнена болест на мозъка. На 26 март 2008 г. съдия от граждански съд оправдава Сухарто по обвинения за корупция, но нарежда благотворителната му фондация да изплати 110 млн. щатски долара.
През 2002 г. синът на Сухарто, Томи Сухарто, е осъден на 15 години затвор за това, че е наредил убийството на съдия (който преди това го е обвинил в корупция), както и за незаконно притежание на оръжие и бягство от правосъдието. През 2006 г. е освободен условно. През 2003 г. братът на Сухарто, Пробосутеджо, е осъден за корупция и загуба на 10 млн. щатски долара на индонезийската държава. Той получава четири години затвор.
На 9 юли 2007 г. индонезийски прокурори завеждат граждански иск срещу бившия президент Сухарто, изисквайки той да възстанови държавни средства на стойност 440 млн. щатски долара, които са изчезнали от стипендиантски фонд.
На 4 януари 2008 г. Сухарто е откаран в болница в лошо здраве, с подути крайници и стомах и с частична бъбречна недостатъчност. Здравословното му състояние се колебае през следващите няколко седмици, но в крайна сметка се влошава с анемия и ниско кръвно налягане, поради сърдечни и бъбречни усложнения, вътрешно кървене, течност в белите дробове и спад на хемоглобина. На 23 януари получава сепсис. Сухарто умира на 27 януари в 13:09 часа.
Минути след смъртта му, тогавашният президент Сусило Бамбанг Юдойоно изнася реч, обявявайки Сухарто за един от „най-добрите синове“ на Индонезия и кани народа да отдаде най-висока почит на бившия президент.
Сухарто е погребан в Суракарта до жена си с държавна военна церемония с пълни почести. На церемонията присъстват президентът, вицепрезидентът, министри и командири от армията. Президентът Юдойоно обявява седмица траур, считано от деня на смъртта на Сухарто.